# Diócesis de Mondovì
La diócesis de Mondovì (en latín: Dioecesis Montis Regalis in Pedemonte o Montis Vici y en italiano: Diocesi di Mondovì) es una circunscripción eclesiástica de la Iglesia católica en Italia. Se trata de una diócesis latina, sufragánea de la arquidiócesis de Turín. Desde el 29 de septiembre de 2017 su obispo es Egidio Miragoli.

## Territorio y organización

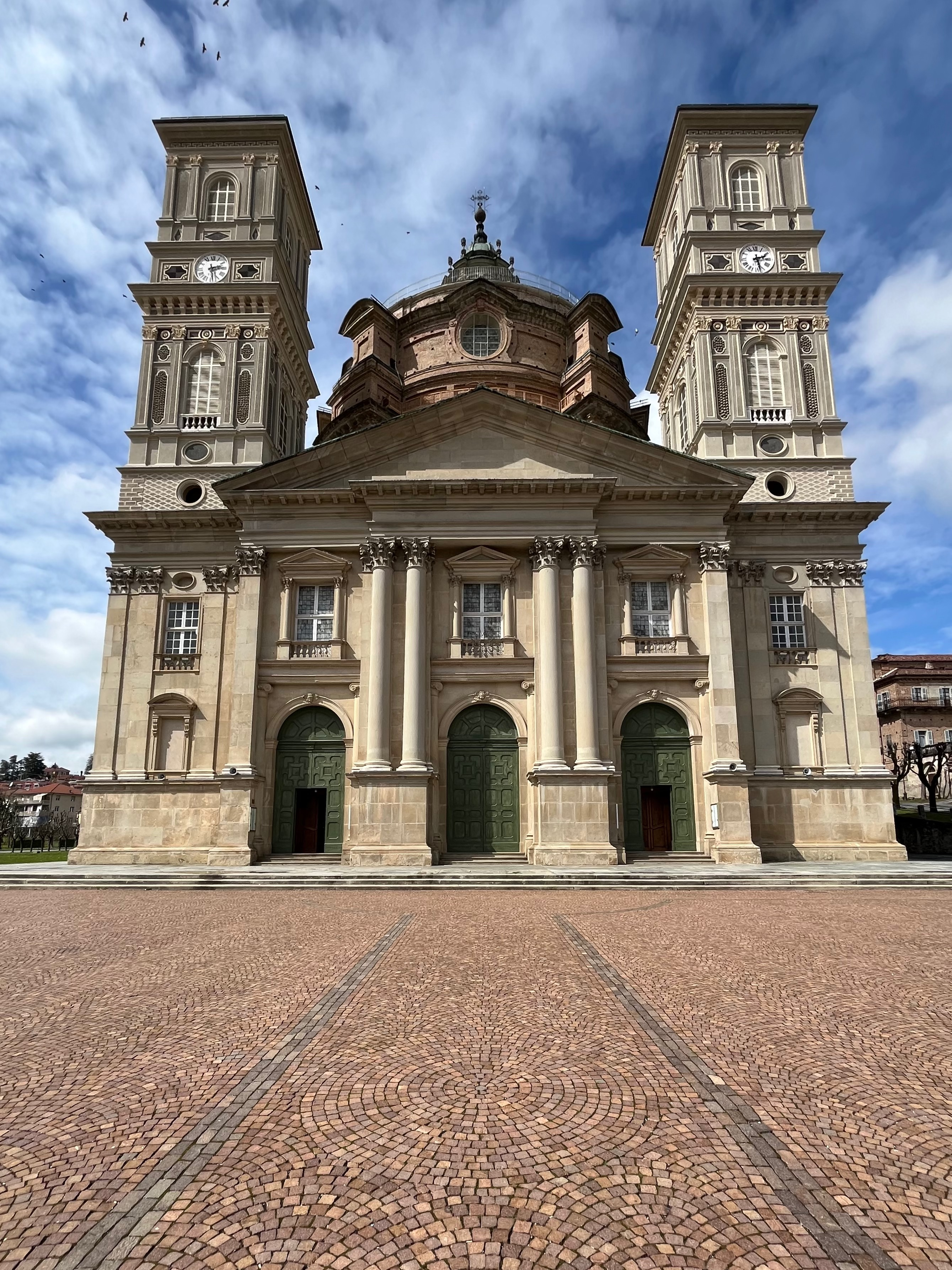
Santuario basílica de la Natividad de María Santísima, en Vicoforte

La diócesis tiene 2190 km² y extiende su jurisdicción sobre los fieles católicos de rito latino residentes en:
- la provincia de Cúneo en la región de Piamonte, comprendiendo las comunas de: Rocca Cigliè, Igliano, Torresina, San Benedetto Belbo, Montezemolo, Castelnuovo di Ceva, Monasterolo Casotto, Lequio Tanaro, Bene Vagienna, Piozzo, Dogliani, Farigliano, Bonvicino, Belvedere Langhe, Murazzano, Marsaglia, Clavesana, Bastia Mondovì, Cigliè, Carrù, Magliano Alpi, Rocca de' Baldi, Sant'Albano Stura, Castellino Tanaro, Morozzo, Margarita, Mondovì, Briaglia, Niella Tanaro, Lesegno, Roascio, Pianfei, Beinette, San Michele Mondovì, Ceva, Mombasiglio, Vicoforte, Villanova Mondovì, Monastero di Vasco, Chiusa di Pesio, Peveragno, Frabosa Sottana, Torre Mondovì, Scagnello, Battifollo, Roccaforte Mondovì, Montaldo di Mondovì, Lisio, Bagnasco, Viola, Roburent, Frabosa Soprana, Pamparato, Garessio, Ormea, Caprauna, Alto, Priola, Nucetto, Perlo, Priero, Sale delle Langhe, Sale San Giovanni, Paroldo, Mombarcaro, Prunetto, Monesiglio, Camerana, Saliceto;
- la provincia de Savona en la región de Liguria, comprendiendo las comunas de: Cengio, Roccavignale, Cosseria, Plodio, Millesimo, Pallare, Murialdo, Massimino, Osiglia, Bormida, Mallare, Calizzano y Bardineto.

La sede de la diócesis se encuentra en la ciudad de Mondovì, en donde se halla la Catedral de San Donato. En Vicoforte se encuentra el santuario basílica de la Natividad de María Santísima o santuario basílica Regina Montis Regalis.
En 2021 en la diócesis existían 168 parroquias agrupadas en 9 unidades pastorales:
- la unidad pastoral urbana comprende 16 parroquias;
- la unidad pastoral de Ceva comprende 26 parroquias;
- la unidad pastoral de Carrù comprende 16 parroquias;
- la unidad pastoral de Dogliani-Benevagienna comprende 19 parroquias;
- la unidad pastoral de Valle Pesio comprende 17 parroquias;
- la unidad pastoral de Val Corsaglia comprende 20 parroquias;
- la unidad pastoral de Valle Ellero comprende 23 parroquias;
- la unidad pastoral de Val Tanaro comprende 27 parroquias;
- la unidad pastoral de Val Bormida comprende 28 parroquias.

## Historia
La diócesis de Mondovì fue erigida por el papa Urbano VI mediante la bula Salvator Noster dada en Perugia el 8 de junio de 1388, tras una petición presentada al papa por la ciudad y el marqués Teodoro II de Montferrato. Esto ocurrió durante el Cisma de Occidente, y el ascenso de Mondovì a obispado pudo haber sido concedido, entre varias causas, también debido a la lealtad de Mondovì al papa legítimo de Roma, mientras que la diócesis madre de Asti había pasado a la obediencia del antipapa francés.
El territorio de la nueva diócesis derivó del de Asti y fue hecho sufragáneo de la arquidiócesis de Milán. El nuevo obispo obtuvo el título feudal puramente honorífico de conde. Los límites de la diócesis fueron establecidos por el abad de Santo Stefano de Vercelli por orden del papa Eugenio IV el 18 de mayo de 1436: la diócesis de Mondovì, además del obispado, se extendía sobre Rocca de' Baldi, Morozzo, Margarita,  Villanova Mondovì, Roccaforte Mondovì, Frabosa Sottana, Frabosa Sottana, Montaldo di Mondovì, Roburent, Chiusa di Pesio, Peveragno, Bene Vagienna, Bastia Mondovì, Vicoforte, Sant'Albano Stura, Cigliè y Rocca Cigliè.
Se erigió como catedral la iglesia de San Donato mártir, primitiva parroquia e iglesia parroquial del barrio más poblado de Vico, construida en la parte más alta de la plaza (hoy Ciudadela y Cuartel). La misma bula papal erigió el capítulo de canónigos, que recibió mayores privilegios con otras bulas del papa Eugenio IV en 1440 y del papa Pío II en 1461. La diócesis se extendía por todo el territorio del antiguo condado de Bredolo.
Debido a la oposición de los habitantes de algunos centros, los límites de la nueva diócesis permanecieron inciertos durante algún tiempo. Por ejemplo, en teoría Cúneo también formaba parte de la nueva diócesis, pero su agregación a Mondovì no fue definitiva hasta 1438, por decreto del papa Eugenio IV. El mismo pontífice, con bula del 29 de noviembre de 1438, asignó la antigua abadía benedictina de San Dalmazzo, situada cerca de la Pedona romana, al obispado de Mondovì.
En 1495, por decreto de la duquesa regente Blanca de Saboya, el distrito de Cúneo tenía su propio vicario general, dependiente del obispo de Mondovì. El obispo Gerolamo Calagrano celebró el primer sínodo diocesano en 1491, que abrió la serie de 28 sínodos monregaleses que la historia ha transmitido. Entre finales del siglo XV y la primera década del siglo XVI, la catedral de San Donato, una de las más impresionantes del Piamonte, fue reconstruida en el lugar de la anterior, por iniciativa de Amedeo di Romagnano; fue consagrada por Lorenzo Fieschi en 1514.
En 1515, Turín fue elevada a la categoría de sede metropolitana y el 24 de mayo el papa León X asignó la diócesis monregalesa a la provincia eclesiástica de Turín.
En 1522 hubo un curioso caso de conflicto en la elección del obispo; el 22 de octubre el capítulo eligió a Antonio di Romagnano, sin saber que el 15 de octubre el papa ya había elegido a Lorenzo Fieschi.
En ejecución de los decretos de reforma del Concilio de Trento, el cardenal obispo Vincenzo Lauro fundó en 1573 el seminario diocesano. En los mismos años (1571-1574) el duque Emanuele Filiberto hizo derribar la gran catedral, recientemente construida, junto con otras iglesias y edificios eclesiásticos, para transformar la colina de San Donato en una ciudadela fortificada; la catedral fue trasladada a la iglesia gótica de San Francesco de los Frailes Menores, que data del siglo XIII.
El obispo Giannantonio Castrucci fue responsable de la implementación de los decretos tridentinos con el sínodo celebrado en 1592. Fue este obispo quien introdujo a los jesuitas en la diócesis, quien abrió un colegio para la enseñanza de la teología dogmática y la moral. En la época de Castrucci se desarrolló cerca de Vicoforte el culto y la devoción a la Virgen del Pilar, y en 1596 se inició la construcción del santuario de Vicoforte, levantado en estilo barroco con la aportación de los duques de Saboya; el santuario pronto se convirtió en el centro espiritual de la diócesis.
A mediados del siglo XVIII (1743-1753), bajo el obispo Carlo Felice Sammartino, la iglesia de San Francesco fue demolida y reemplazada por la actual catedral, diseñada por Francesco Gallo (1742) y terminada bajo Michele Casati, quien la consagró en 1763.
Los límites de la diócesis sufrieron algunas modificaciones en 1768, en tiempos del obispo Michele Casati, cuando, al final de una larga disputa, las parroquias de San Michele, Niella Tanaro, Torre, Pamparato (anteriormente sujetas a la Iglesia de Asti) y los de Lesegno, Mombasiglio, Viola, Cigliè y Roccacigliè, anteriormente pertenecían a la diócesis de Alba.
Durante la ocupación francesa (1796-1815), el obispado de Mondovì superó el peligro de ser suprimido, como sucedió con otras nueve diócesis piamontesas, y fue trasladado a Cúneo, que se había erigido como sede provincial. La supresión, en 1803, de algunas diócesis contiguas provocó un aumento considerable del territorio de la diócesis de Mondovì, con la adquisición de toda la diócesis de Fossano y territorios separados de las diócesis suprimidas de Alba y Saluzzo.
Con las bulas del 17 de julio y del 29 de octubre de 1817, el papa Pío VII restableció la situación anterior a 1803, pero con algunas innovaciones: instituyó la diócesis de Cúneo, derivando el territorio de la diócesis de Mondovì, y amplió los límites de la Iglesia monregalesa a todo el valle de Tanaro y el valle de Bormida, incluidas las parroquias del distrito ligur de Millesimo (Vicariato de Millesimo, Calizzano y Pallare); añadió también a Mondovì otras parroquias de los vicariatos de Dogliani y Murazzano, que ya habían pertenecido a la diócesis de Alba.
Tras las supresiones y confiscaciones de congregaciones religiosas y bienes eclesiásticos, llevadas a cabo por Napoleón Bonaparte (1802-1806) y por el gobierno del Reino de Cerdeña (1855), no quedó nada de la famosa abadía de San Dalmazzo y su patrimonio; el obispo de Mondovì conservó el título puro de "abad perpetuo de San Dalmazzo", que ya no se utiliza en la actualidad.
Durante el siglo XIX y la primera mitad del siglo XX, hasta el Concilio Vaticano II, la historia de la diócesis está marcada por largos episcopados, sólo seis obispos en poco menos de 160 años, entre los que se encontraban los de Giovanni Tommaso Ghilardi y Sebastiano Briacca (31 años de episcopado cada uno), y de Giovanni Battista Ressia (35 años de episcopado).
El 19 de enero de 1950 se revisaron las fronteras con la cercana diócesis de Cúneo en las comunas de Montanera y Morozzo mediante el decreto Ad fines dioecesium de la Congregación Consistorial. El 2 de febrero de 1965 Mondovì cedió la parroquia de Nasino a la diócesis de Albenga mediante el decreto Quo aptius de la Congregación Consistorial.

## Estadísticas
Según el Anuario Pontificio 2022 la diócesis tenía a fines de 2021 un total de 112 640 fieles bautizados.
| Año                                                                             | Población            | Población | Población      | Sacerdotes | Sacerdotes    | Sacerdotes    | Bautizados por sacerdote | Diáconos permanentes | Religiosos | Religiosos | Parroquias |
| Año                                                                             | Bautizados católicos | Total     | % de católicos | Total      | Clero secular | Clero regular | Bautizados por sacerdote | Diáconos permanentes | Varones    | Mujeres    | Parroquias |
| ------------------------------------------------------------------------------- | -------------------- | --------- | -------------- | ---------- | ------------- | ------------- | ------------------------ | -------------------- | ---------- | ---------- | ---------- |
| 1950                                                                            | 163 898              | 163 981   | 99.9           | 474        | 436           | 38            | 345                      |                      | 58         | 815        | 191        |
| 1970                                                                            | 132 450              | 132 500   | 100.0          | 365        | 310           | 55            | 362                      |                      | 111        | 470        | 190        |
| 1980                                                                            | 139 500              | 140 500   | 99.3           | 285        | 270           | 15            | 489                      |                      | 22         | 215        | 190        |
| 1990                                                                            | 120 000              | 120 500   | 99.6           | 226        | 211           | 15            | 530                      |                      | 21         | 304        | 192        |
| 1999                                                                            | 117 500              | 118 000   | 99.6           | 192        | 177           | 15            | 611                      |                      | 23         | 288        | 192        |
| 2000                                                                            | 117 500              | 118 000   | 99.6           | 186        | 173           | 13            | 631                      |                      | 21         | 272        | 192        |
| 2001                                                                            | 117 500              | 118 000   | 99.6           | 178        | 166           | 12            | 660                      |                      | 20         | 262        | 192        |
| 2002                                                                            | 117 500              | 118 000   | 99.6           | 176        | 159           | 17            | 667                      | 5                    | 25         | 267        | 192        |
| 2003                                                                            | 117 200              | 118 000   | 99.3           | 170        | 151           | 19            | 689                      | 5                    | 27         | 258        | 192        |
| 2004                                                                            | 116 000              | 119 000   | 97.5           | 163        | 145           | 18            | 711                      | 11                   | 26         | 251        | 192        |
| 2013                                                                            | 115 000              | 127 800   | 90.0           | 124        | 117           | 7             | 927                      | 17                   | 15         | 164        | 192        |
| 2016                                                                            | 115 000              | 126 233   | 91.1           | 121        | 112           | 9             | 950                      | 22                   | 19         | 140        | 192        |
| 2019                                                                            | 114 000              | 125 000   | 91.2           | 108        | 97            | 11            | 1055                     | 23                   | 19         | 133        | 168        |
| 2021                                                                            | 112 640              | 123 510   | 91.2           | 91         | 81            | 10            | 1237                     | 22                   | 18         | 121        | 168        |
| Fuente: Catholic-Hierarchy, que a su vez toma los datos del Anuario Pontificio. |                      |           |                |            |               |               |                          |                      |            |            |            |

## Episcopologio
- Damiano Zavaglia, O.P. † (26 de junio[nota 1] de 1388-? falleció)
- Tommaso † (circa 1400-circa 1403 nombrado obispo de Lípari)
- Giovanni de Soglio, O.F.M. † (3 de agosto de 1403-1413 falleció)
- Franceschino Fauzone, O.F.M. † (6 de septiembre de 1413-20 de noviembre de 1424 falleció)
- Giacomo de Ayresta, O.S.B. † (11 de mayo de 1425-? falleció)[5]
- Guido de Ripa (o de Rupe), C.R.S.A. † (18 de mayo de 1429-1429 falleció)
- Percivalle de Balma, O.S.B. † (29 de julio de 1429-29 de noviembre de 1438 nombrado obispo de Belley)
- Aimerico Segaudi, C.R.S.A. † (29 de noviembre de 1438-12 de marzo de 1470 falleció)
  - Jean di Michaëlis (14 de abril de 1466-3 de junio de 1466 nombrado obispo de Lausana) (obispo electo)
- Antonio Fieschi † (17 de abril de 1470-5 de noviembre de 1484 falleció)
- Antonio Campione (Antoine Champion) † (26 de noviembre de 1484-5 de noviembre de 1490 nombrado obispo de Ginebra)
- Gerolamo Calagrano † (5 de noviembre de 1490-31 de agosto de 1497 falleció)
- Amedeo di Romagnano † (13 de septiembre de 1497-17 de marzo de 1509 falleció)
- Carlo Roero † (28 de marzo de 1509-agosto de 1512 falleció)
- Lorenzo Fieschi † (15 de octubre de 1512-13 de febrero de 1519 falleció)
- Ottobono Fieschi † (7 de febrero de 1519-noviembre de 1522 falleció)
  - Urbano di Miolans † (19 de enero de 1523-circa de mayo de 1523 falleció) (obispo electo)[nota 2]
- Carlo de Camera † (15 de mayo de 1523-después del 29 de mayo de 1550[6] falleció)
- Bartolomeo Pipero † (6 de abril de 1551-17 de junio de 1559 falleció)
- Antonio Michele Ghislieri, O.P. † (27 de marzo de 1560-7 de enero de 1566 electo papa con el nombre de Pío V)
- Vincenzo Laureo † (30 de enero de 1566-26 de octubre de 1587 renunció)
- Felice Bertodano † (26 de octubre de 1587-antes del 28 de diciembre de 1587 falleció)[nota 3]
- Giannantonio Castruccio † (22 de enero de 1590-24 de marzo de 1602 falleció)
- Carlo Argentero † (13 de agosto de 1603-22 de marzo de 1630 falleció)
- Carlo Antonio Ripa † (19 de enero de 1632-20 de septiembre de 1641 falleció)
- Maurizio Solaro † (16 de junio de 1642-25 de diciembre de 1655 falleció)
- Michele Beggiamo † (29 de mayo de 1656-21 de agosto de 1662 nombrado arzobispo de Turín)
- Giacinto Solaro di Moretta † (23 de abril de 1663-27 de octubre de 1667 renunció)
- Domenico Truchi † (12 de diciembre de 1667-29 de julio de 1697 renunció)
- Giambattista Isnardi di Castello † (26 de agosto de 1697-agosto de 1732 falleció)
  - Sede vacante (1732-1741)
- Carlo Felice Sammartino † (17 de abril de 1741-27 de agosto de 1753 falleció)
- Michele Casati † (1 de abril de 1754-7 de febrero de 1782 falleció)
- Giuseppe Antonio Maria Corte † (18 de julio de 1783-25 de diciembre de 1800 falleció)
  - Sede vacante (1800-1805)
- Giovanni Battista Pio Vitale † (1 de febrero de 1805-11 de mayo de 1821 falleció)
  - Sede vacante (1821-1824)
- Francesco Gaetano BulLyon di Monale † (12 de julio de 1824-10 de febrero de 1842 falleció)
- Giovanni Tommaso Ghilardi, O.P. † (23 de mayo de 1842-6 de junio de 1873 falleció)
- Placido Pozzi † (25 de julio de 1873-17 de enero de 1897 falleció)
- Giovanni Battista Ressia † (19 de abril de 1897-4 de julio de 1932 renunció[nota 4][nota 5])
- Sebastiano Briacca † (5 de octubre de 1932-13 de octubre de 1963 falleció)
- Carlo Maccari † (31 de octubre de 1963-5 de agosto de 1968 nombrado arzobispo de Ancona y Numana)
- Francesco Brustia † (15 de enero de 1970-17 de junio de 1975 falleció)
- Massimo Giustetti † (17 de diciembre de 1975-3 de diciembre de 1986 nombrado obispo de Biella)
- Enrico Masseroni † (3 de octubre de 1987-10 de febrero de 1996 nombrado arzobispo de Vercelli)
- Luciano Pacomio (3 de diciembre de 1996-29 de septiembre de 2017 retirado)
- Egidio Miragoli, desde el 29 de septiembre de 2017